# Ždrimci
Ždrimci är en ort i Bosnien och Hercegovina.   Den ligger i entiteten Federationen Bosnien och Hercegovina, i den centrala delen av landet, 60 km väster om huvudstaden Sarajevo. Ždrimci ligger 757 meter över havet och antalet invånare är 766. Den ligger vid sjön Pijavičko Jezero.
Terrängen runt Ždrimci är huvudsakligen kuperad, men österut är den bergig. Ždrimci ligger nere i en dal. Närmaste större samhälle är Gornji Vakuf, 3,4 km nordväst om Ždrimci.
Omgivningarna runt Ždrimci är en mosaik av jordbruksmark och naturlig växtlighet. Runt Ždrimci är det ganska tätbefolkat, med 93 invånare per kvadratkilometer.